# Улица Пушкина (Тбилиси)
Улица Пу́шкина (груз. პუშკინი ქუჩა) — в Тбилиси, одна из центральных улиц города. Идёт от Площади Свободы и, пересекая улицу Резо Табукашвили, переходит в улицу Бараташвили. Одна из границ Пушкинского сквера.

## История
Проходит по границе старого города, остатки древних крепостных стен были обнаружены при проведении строительных работ. Под стенами с внешней стороны протекал ручей Аванантхеви, в 20-30-е годы XIX века он был засыпан и по нему проложена улица.
В одном из домов на этой улице (не сохранился, мемориальная доска на фасаде дома № 5) останавливался в свой приезд в город Александр Пушкин (1829). Улица была переименована в Пушкинскую в 1880 году по предложению Нико Николадзе. 
В 1885 году вблизи улицы был заложен «Новый сад» (ныне — Пушкинский сквер). 25 мая 1892 года здесь был открыт памятник Пушкину.
11 мая 1961 года во время своего визита в Грузию по улице проехал приветствуемый горожанами руководитель СССР Никита Хрущёв.
В 2012—2016 годах улица реконструирована, сооружена эстакада над обнаруженными фрагментами старых построек, выделена большая пешеходная зона

## Достопримечательности
Памятник А. С. Пушкину (1892, скульптор Ф. Ходорович)
Музей искусств Грузии

## Известные жители
д. 13 — Давид Арсенишвили